# Bistum Zamora (Mexiko)
Das Bistum Zamora (lat.: Dioecesis Zamorensis in Mexico, span.: Diócesis de Zamora) ist eine in Mexiko gelegene römisch-katholische Diözese mit Sitz in Zamora.

## Geschichte
Das Bistum Zamora wurde am 26. Januar 1863 durch Papst Pius IX. aus Gebietsabtretungen des Erzbistums Michoacán errichtet und diesem als Suffraganbistum unterstellt. Am 26. Juli 1913 gab das Bistum Zamora Teile seines Territoriums zur Gründung des Bistums Tacámbaro ab.

## Bischöfe von Zamora
- José Antonio de la Peña y Navarro, 1863–1877
- José María Cázares y Martínez, 1878–1908
- José de Jesús Fernández y Barragán, 1908–1909
- José Othón Núñez y Zárate, 1909–1922, dann Koadjutorerzbischof von Antequera
- Manuel Fulcheri y Pietrasanta, 1922–1946
- José Gabriel Anaya y Diez de Bonilla, 1947–1967
- José Salazar López, 1967–1970, dann Erzbischof von Guadalajara
- Adolfo Hernández Hurtado, 1970–1974
- José Esaúl Robles Jiménez, 1974–1993
- Carlos Suárez Cázares, 1994–2006
- Javier Navarro Rodríguez, seit 2007

## Institutionen für katholische Ausbildung
- Seminario de Zamora
- Instituto Cázares

## Heilige, Selige und Diener Gottes von Diözese Zamora in Mexiko
- Rafael Guízar y Valencia (1878–1938).
- José Ma. Cázares y Martínez (1832–1909).
- José Sánchez del Río (1913–1928).